# Bouillotte

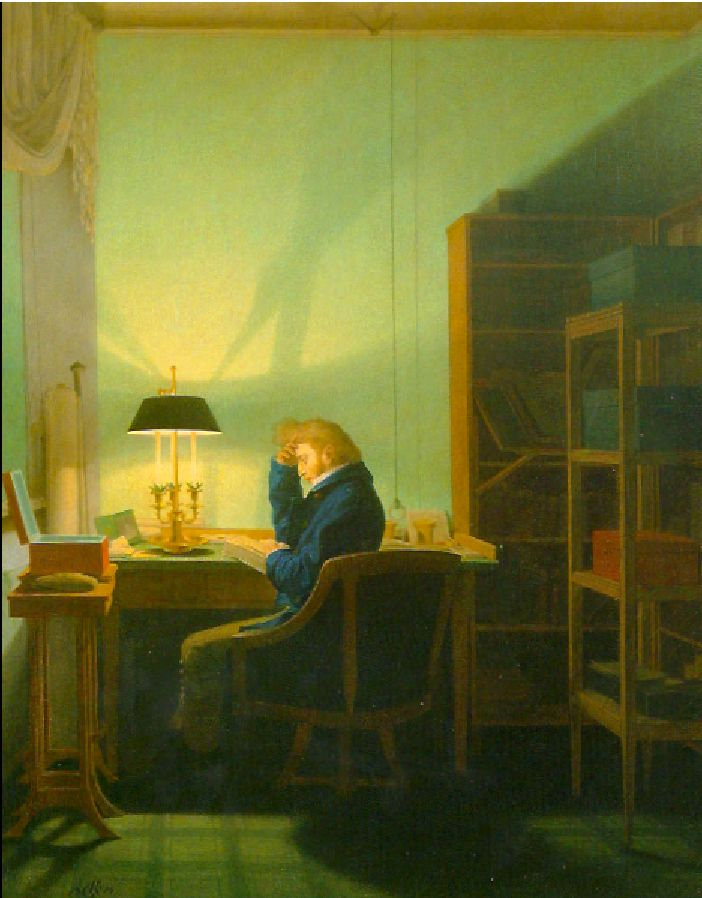
Lampada tipo bouillotte in un dipinto di Georg Friedrich Kersting

Nel campo dell'arredamento d'antiquariato il termine francese bouillotte indica un lume da tavolo in metallo (solitamente ottone, anche dorato) di una certa importanza, che presenta una base circolare, due o più bracci (inizialmente portacandela con candele, poi portalampade ad imitazione di candele più lampadine) ed un paralume circolare o ovale in metallo verniciato di altezza modesta.
Ha incontrato una certa diffusione negli ambienti classici di tenore medio-alto, specie negli Stati Uniti d'America, oltre che in Francia.
Esemplari di bouillotte si intravedono spesso in versioni cinematografiche delle sale studio più importanti della Casa Bianca.
Riguardo al nome esistono due ipotesi: la prima che sia legata alla somiglianza del paralume con uno scaldino, la seconda che fosse usata come lampada per il gioco di carte chiamato bouillotte.